# RWBY
RWBY („РУБЙ“; произнесено „Руби“) е американски анимационен уеб сериал, създаден от Монти Оум за Rooster Teeth.
В шоуто се разказва за измисления свят Ремнант (в превод „Останка“ или „Остатък“), където млади хора се обучават, за да станат воини (наричани „Ловци“ и „Ловкини“), които защитават света си от чудовища, наречени Грим. Името RWBY произлиза от имената на четирите главни героини: Руби (Ruby), Уайс (Weiss), Блейк (Blake) и Йенг (Yang). След няколко рекламни трейлъра, първият епизод бива излъчен на събитието RTX, а след това и в уебсайта на Rooster Teeth през юли 2013. Следващите епизоди излизат приблизително седмично, първо за абонатите на Rooster Teeth и след седмица в YouTube. Поредицата става хит, а втори сезон, озаглавен Том 2, излиза през юли 2014.
По време на продукцията на Том 3, на 1 февруари 2015, Оум почива след изпадане в кома, причинена от алергична реакция по време на медицинска процедура. Това води до забавяне на продукцията на Том 3, както и цялостна промяна в схемата за производство и издаване на шоуто. Въпреки смъртта на създателя, останалите членове на екипа потвърждават намерението си да продължат поредицата, и Том 3 бива издаден през 2015 г. по план. Междувременно, първите два сезона биват пуснати в домашните медии и предоставени за стрийминг услуги като Netflix и Crunchyroll, последният от които ще включва издания на текущия сезон. През октомври 2016 излиза четвъртият сезон. Сериалът също бива дублиран на японски и излъчен от Tokyo MX, в партньорство с Warner Bros. Япония. До декември 2020 г. уебсайтът на Rooster Teeth е излъчил вече осем тома.
Rooster Teeth пуска видео игра, наречена RWBY: Grimm Eclipse, както и спин-оф сериала RWBY Chibi, през 2016 година.

## Развитие
| “ | My vision for the show was to present a two-dimensional, toon-shaded look, but with all of the depth and complexity of a 3D-animated production. I wanted to be able to move the cameras and characters freely while still capturing the essence of the flat, line-drawn look of traditional anime. | ” |

RWBY бива концепция на Оум от години, преди да започне да се развива. Към края на работата си по 10-ия сезон на Red vs. Blue, той разработва цветово кодиране на имената и дизайн на героите като кука за поредицата. По време на продукцията на Red vs. Blue сезон 10, Оум пита създателя на сериала Бърни Бърнс дали могат да продуцират RWBY след приключването на сезона. Бърнс, притеснен за производствения график, казва на Oум „Ако завършиш 10 сезон, тогава ще можеш да правиш каквото си искаш.“ Производството на RWBY започва, като първият трейлър се създава в рамките на две седмици, и премиерата му бива след финала на 10-ия сезон на Red vs. Blue на 5 ноември 2012 г. 
Оум проектира героите с помощта на артиста Айн Лий, използвайки дизайни, вдъхновени от класически герои от приказки. Всеки персонаж е асоцииран с цвят и именно първите букви от цветовете на главните герои, червено (red), бяло (white), черно (black) и жълто (yellow), дават името на шоуто.  Първоначално сериалът бива написан от Оум, заедно със служителите на Rooster Teeth Майлс Луна и Кери Шаукрос. Сезони от 1 до 3 биват анимирани от вътрешния анимационен екип на Rooster Teeth, използвайки софтуера Poser. От Том 4 нататък, епизодите вече се анимират в Autodesk Maya. Музиката на сериала се композира от Джеф Уилямс, който дотогава е композирал за сезони 8–10 на Red vs. Blue, и включва вокали от собствената му дъщеря, Кейси Лий Уилямс.

## Гласов актьорски състав и герои
- Линдзи Джоунс като Руби Роуз
- Кара Еберли като Уайс Шний
- Арин Зех като Блейк Беладона

- Барбара Дънкелман като Йенг Шао Лонг
- Майлс Луна като Джон Арк
- Саманта Айрланд като Нора Валкири
- Джен Браун като Пира Никос
- Монти Оум (сезон 1-2) и Нийт Оум (сезон 3-) като Лай Рен
- Тейлър МакНий като Пени Полендина
- Майкъл Джоунс като Сън Луконг
- Кери Шаукрос като Нептун Василиас
- Шанън МакКормик и Арън Дисмук като Озпин/Озма
- Джейсън Роуз като Джеймс Айрънлуд
- Вик Миньона (сезон 1-6) и Джейсън Либрехт (сезон 7-) като Кроу Бронуен
- Елизабет Максуел като Уинтър Шний
- Арън Дисмук като Оскар Пайн
- Мелиса Стерненбърг като Мария Калавера
- Кристина Ви като Робин Хил
- Грей Г. Хадок като Роман Торчуик
- Кейси Лий Уилямс като Неополитан
- Джесика Нигри като Синдър Фол
- Кейти Нювил като Емералд Сустрай
- Дж. Дж. Кастило (сезон 2) и Юри Ловентал (сезон 3-) като Меркюри Блек
- Гарет Хънтър като Адам Торъс
- Джен Тейлър като Сейлъм
- Джош Грел като Тириън Калоус
- Кристофър Сабат като Артър Уотс
- Уилям Орендорф като Хейзъл Рейнарт

## Сюжет
Историята се развива в света Ремнант, съставен от четири кралства, които са поразени от зли създания, известни като „Грим“. Преди събитията от поредицата, светът е бил наблюдаван от две противоположни божества– Боговете на Светлината и Тъмнината. Човечеството е заличено от боговете, поради действията на Сейлъм– отмъстителна жена, прокълната с безсмъртие, която се опитва да ги манипулира, за да съживят покойния ѝ любим Озма. Впоследствие Озма се превъплъщава в свят, изоставен от боговете, за да насочи нов човешки род към хармония. С времето откриването на елемента Прах предизвиква технологична и индустриална революция сред хората.
В днешно време, като е сформирал екип, който да пази световните им тайни, сегашното въплъщение на Озма– Озпин, създава академии в четирите кралства на Ремнант, за да обучава воини за битка с Грим.  Академиите крият четири реликви, които, ако бъдат обединени, биха призовали боговете обратно в Ремнант, за да съдят човечеството.
Поредицата се фокусира върху четири момичета, които се записват в Академията Бийкън в кралството Вейл: Руби Роуз, Уайс Шний, Блейк Беладона (от расата на фаунусите: полу-хора, полу-животни) и полусестрата на Руби– Йенг Шао Лонг. Заедно те формират отбор RWBY.  По времето на сформиране на екипа, във Вейл се извършват много кражби на Прах от местния престъпник Роман Торчуик и Белия Зъб– терористична група за права на фаунусите. Отбор RWBY продължава да разследва връзката им с подчинената на Сейлъм– Синдър Фол, и схемата ѝ да унищожи Бийкън и да потопи Ремнант в хаос.

## Музика
Музиката за всички томове на RWBY бива композирана предимно от Джеф Уилямс, с допълнителна композиция от Стив Голдшайн, Мейсън Либерман и Алекс Ейбрахам. Уилямс е член на групата Trocadero, която прави музиката за Red vs. Blue. Повечето от вокалите са от дъщеря му Кейси Лий Уилямс, с някои допълнителни вокали от Ламар Хол и Санди Кейси.
Саундтракът на RWBY разполага с разнообразие от жанрове, най-вече интензивна, забързана рок музика. В интервю с Rooster Teeth Уилямс споменава, че от време на време използва текстовете си, за да предсказва бъдещи събития в шоуто. При разработването на песните си, Уилямс използва сценария на шоуто и подбира случайни думи и фрази, които според него звучат яко. Той също би получил напреднали знания относно развитието на героя, неговите истории и живот. След това той подбира емоциите, свързани със сцената, добавя темпо, барабани, ритъм и накрая композира песента от там.

## Други медии

### Видео игри
За годишнината на Rooster Teeth през 2014 г., фенът Джордан Скот създава видео игра, базирана на RWBY, озаглавена RWBY: Grimm Eclipse, използвайки Unity гейм енджин.  Тя бива в разработка за общо пет месеца. 
На RTX 2014, Rooster Teeth обявяват, че са наели Скот, и официално взимат играта. Изпълнителният директор на Rooster Teeth Мат Хълъм заявява: „RWBY е естествен избор за нас да се съсредоточим върху първата си собствена видео игра. Феновете могат да очакват, че ние ще внесем същото ниво на оригиналност в екшъна, комедията и дизайна на видеоиграта, която направи анимационния сериал RWBY такъв хит.“ На 1 декември 2015 г. играта бива пусната като заглавие за ранен достъп в Steam,  с пълната версия за PC на 5 юли 2016 г. Играта бива пусната за macOS на 13 октомври 2016 г., а по-късно и за Xbox One и PlayStation 4 на 17 януари 2017 г. Играта позволява на играчите да се бият срещу вълни от Грим с четирите главни героини. Те също са по следите на мистериозна компания и нейния основател. Действието се развива в Смарагдовата гора, планината Глен, гората Форевър Фол и накрая до остров, кръстен на антагониста- доктор Мерло.
NHN Entertainment разработва мобилна игра с отбранителни кули, базирана на шоуто– RWBY: Amity Arena, която бива пусната за Android и iOS устройства през октомври 2018 година. Rooster Teeth Games публикува през 2019 г. две мобилни игри, също достъпни в Steam– играта с карти RWBY Deckbuilding Game,  и пъзел играта RWBY: Crystal Quest.  RWBY Deckbuilding Game бива прекратена на 30 април 2020, а RWBY: Amity Arena на 28 януари 2021.
Нова игра от WayForward и Arc Systems Works ще бъде пусната за конзоли и PC през 2021 година.

### RWBY Chibi
RWBY Chibi е комедийно анимационно спин-оф шоу на RWBY, съдързащо 57 епизода с продължителност от три до шест минути в три сезона. За първи път бива обявено като част от честването на 13-годишнината на Rooster Teeth на 1 април 2016 г., а премиерата на Епизод 1 бива на 7 май 2016 г.  Първи сезон приключва на 15 октомври 2016 г. Всеки епизод се състои от няколко сцени, в които аспектите на героите на RWBY обикновено биват преувеличени за комичен ефект. Епизодите следват нито строг хронологичен ред, нито строгия канон на главното шоу. През януари 2017 г. Rooster Teeth потвърждава, че ще започне втори сезон през май.  Трети сезон започва през януари 2018 г., малко след приключването на Том 5 на главното шоу. 

### RWBY: The Grimm Campaign
RWBY: The Grimm Campaign е ексклузивно за FIRST членовете на Rooster Teeth шоу от типа на Dungeons and Dragons с участието на Кери Шаукрос като Пайк Райт, Лора Йейтс като Арастра Скай, Чад Джеймс като Ашър Мора и Крис Кокинос като Феникс Нимийн. Премиерата му бива на 15 август 2020 в сайта Rooster Teeth FIRST.

### Манга
RWBY има манга адаптация, написана и илюстрирана от Широ Мива. Тя бива публикувана в месечното списание Ultra Jump. Първият арк на мангата плътно следва сюжета на четирите трейлъра, като по-следващи глави имат собствена история.
RWBY: The Official Manga Anthology е манга адаптация, съдържаща странични истории, които следват сюжета на шоуто и се фокусират главно върху персонажите на главните героини. Създадена е от няколко различни манга артисти и бива пусната в многотомен формат, включващ Vol. 1: Red Like Roses (Том 1: Червено като Рози), Vol. 2: Mirror Mirror (Том 2: Огледалце Огледалце), Vol. 3: From Shadows (Том 3: От Сенките) и Vol. 4: I Burn (Том 4: Горя).
RWBY: The Official Manga е манга адаптация написана от манга артиста Бунта Кинами.

### Комикси
На New York Comic Con 2018, Rooster Teeth обявява партньорство с DC Comics за публикуване на RWBY и Gen:Lock комикси, започващи през 2019 година. Комиксът RWBY е написан от Маргарит Бенет и изготвен от Мирка Андолфо и Ариф Прианто. 

### Книги и Романи
RWBY: After The Fall („RWBY: След Падението“) е първата придружаваща поредицата книга, написана от ЕК Майърс и издадена от Scholastic. Следва Отбор CFVY след събитията от финала на Том 3, като екипът пътува до нова Академия и се занимава с личните и глобални последствия от Падението на Бийкън.
RWBY: Before The Dawn („RWBY: Преди Зората“) е продължението на поредицата на ЕК Майърс. Романът следва Отбор CFVY и Отбор SSSN, докато разследват мистериозна организация, наречена „Короната“.
The World of RWBY: The Official Companion („Светът на RWBY: Официалният спътник“) е публикуван на 29 октомври 2019 г. от Viz Media, представящ информация зад кулисите, интервюта и concept art от шоуто.
RWBY: Fairy Tales of Remnant („RWBY: Приказки от Ремнант“) е книга, съдържаща оригинални приказки, написана от ЕК Майърс, илюстрирана от Вайълет Тобако и публикувана от Scholastic на 15 септември 2020 г. 